# Ovalle Televisión
Ovalle Televisión es un canal de televisión por suscripción chileno de carácter local, con sede en la ciudad de Ovalle, en la Región de Coquimbo. Su programación es de carácter generalista, con un noticiero de producción original, preparado por el Departamento de Prensa de la Municipalidad de Ovalle.
Transmite en el canal 63 de la cableoperadora Cable Color.

## Historia
Ovalle Televisión fue lanzado en 2003 bajo el nombre de Cultura Televisión. Estaba a cargo del Departamento de Educación de la Municipalidad de Ovalle, y emitía material educativo y programación cultural, incluyendo programación del proyecto Novasur, impulsado por el Consejo Nacional de Televisión. En 2005, el canal cambia su nombre a Ovalle Televisión y se dedica a aumentar su programación. De esta manera, comienza a emitir un noticiero local y a transmitir eventos especiales, tal como ocurrió el 21 de abril de 2006 con las actividades del 175° aniversario de la ciudad, ocasión en la que emitieron los eventos de nominación de hijo ilustre de la ciudad, el Te Deum de aniversario, y el desfile cívico-militar.
En la actualidad, la programación de Ovalle Televisión se inclinó a noticias comunitaria, como sucede con el trabajo en terreno del programa Enfoque vecinal, que muestra las necesidades de los ciudadanos de la localidad.
Otro eje programático es el que ofrece Ventana municipal que da cuenta del funcionamiento de las distintas dependencias municipales, a través de un formato de conversación entre funcionarios municipales encargados de departamentos, oficinas y secciones, sumando a representantes de las organizaciones comunitarias.
En 2008, Ovalle Televisión emite el campeonato de Tercera División y su actuación en Copa Chile.

## Programas
- Telenoticias (noticiero)
- Novasur (bloque educativo)